# Convenzione Democratica e Sociale
La Convenzione Democratica e Sociale (in francese: Convention démocratique et sociale - CDS-Rahama) è un partito politico nigerino di orientamento socialdemocratico.
Fu fondato nel 1991 da Mahamane Ousmane, eletto presidente della Repubblica in occasione delle elezioni del 1993 e rovesciato nel 1996 a seguito di un colpo di Stato militare.
In vista delle elezioni presidenziali del 2016 il partito approvò la candidatura di Abdou Labo; Ousmane abbandonò quindi la formazione da lui fondata e ricevette il sostegno del Movimento Nigerino per il Rinnovamento Democratico.

## Risultati elettorali
| Elezione          | Voti       | %          | Seggi    |
| ----------------- | ---------- | ---------- | -------- |
| Parlamentari 1993 | 341.849    | 27,3       | 22 / 83  |
| Parlamentari 1995 | 428.760    | 29,7       | 24 / 83  |
| Parlamentari 1996 | Boicottate | Boicottate | 0 / 83   |
| Parlamentari 1999 | 303.790    | 17,2       | 17 / 83  |
| Parlamentari 2004 | 397.628    | 17,4       | 22 / 113 |
| Parlamentari 2009 | Boicottate | Boicottate | 0 / 113  |
| Parlamentari 2011 | 105.828    | 3,3        | 3 / 113  |
| Parlamentari 2016 | 114.321    | 2,4        | 3 / 171  |